# 香港終身監禁犯人列表
本列表介紹香港被判處終身監禁的犯人，惟未有包括獲得確定刑期或是上訴成功脫罪而獲撤銷終身監禁的犯人，以及針對有罪判決而言等同終身監禁的無限期醫院令犯人。香港被判處終身監禁的犯人普遍是干犯謀殺、販毒、強姦、港區國安法等嚴重罪行，香港終身監禁制度有分為強制性終身監禁及酌情性終身監禁兩類，終身監禁囚犯均可以向長期監禁刑罰覆檢委員會申請覆核刑罰以獲得釋放。由於部分案件與犯人年代久遠，難以追溯；另一方面，亦會持續有犯人被判處終身監禁，因此列表無法完全完整。此列表以犯人的判刑日期劃分。

## 簡介
在香港仍有死刑制度的年代，犯下謀殺及以暴力作海盜等嚴重罪行的犯人會被判處死刑，而製毒、販毒、持械行劫、綁架、強姦等罪行則最高可判處終身監禁。香港在1966年11月16日執行最後一次死刑，之後跟隨宗主國英國停止執行死刑（當年英國並未廢除死刑，至1998年才全面廢除），所有被判處死刑的罪犯，在完成訴訟程序及死刑判決確定後，都會交由香港總督或英女皇伊利沙伯二世赦免死刑，改為20年以上的長期監禁或終身監禁；1993年，香港立法局正式廢除死刑，同時將刑事罪行的最高刑罰改為終身監禁，由於香港在1990年代初只剩下謀殺罪會判處死刑，所以實際上是將謀殺罪的死刑改為終身監禁。
在香港，終身監禁分為強制性終身監禁及酌情性終身監禁兩類。犯案時年滿18歲的謀殺罪犯或涉及殺人的危害種族罪犯須按照《侵害人身罪條例》第2條或第9A條被判處強制性終身監禁。若因其他最高刑罰為終身監禁的罪名（例如製毒、販毒、誤殺、縱火、綁架、強姦、分裂國家罪、顛覆國家政權罪或恐怖活動罪）而被判終身監禁，或法庭認為謀殺罪犯在案發時未滿18歲，仍判處終身監禁，則為酌情性終身監禁，表示法官認為被告干犯的罪行是在同類案件之中特別嚴重，雖然法例容許可以判處有刑期的監禁，但有需要判處法例最高的刑罰終身監禁，由於法官判刑時會參考判刑指引，除非情節特別嚴重或累犯，沒有被控謀殺罪而被判處終身監禁的案例是十分罕見。
兩種終身監禁的分別是，強制性終身監禁並無最低服刑年期。犯人由刑期開始日起計的第5個周年後，長期監禁刑罰覆檢委員會在可行情況下會進行第一次覆核，嘗試將終身監禁轉為確定限期刑罰，其後每兩年覆核一次。若犯人獲得釋放，將受監管令監管，若違反監管令會被召回監獄服刑。而酌情性終身監禁則會於宣判時指明犯人的最低刑期在由刑期開始日起計的第5個周年之前6個月及達到最低刑期屆滿前6個月後（以較早者為準），長期監禁刑罰覆檢委員會在可行情況下會進行覆核，但不一定獲釋，其後每兩年覆核一次。

## 1980年代或之前
| 囚犯                                                                                            | 判刑日期                                                                         | 定罪                           | 受害者                                                          | 案情 | 案發日期                     | 參考          |
| ----------------------------------------------------------------------------------------------- | -------------------------------------------------------------------------------- | ------------------------------ | --------------------------------------------------------------- | --- | ---------------------------- | ------------- |
| 4名馮姓男子                                                                                     | 1874年                                                                           | 謀殺                           | 鍾亞二                                                          | 受害男子進入馬頭圍村內調戲婦女，被4名男村民發現，遂將之毆斃。                                              | 1874年3月                    | [ 12 ]        |
| 李漢雄                                                                                          | 1912年                                                                           | 意圖謀殺                       | 梅含理                                                          | 不滿梅含理處事不公及歧視華人，企圖開槍行刺。                                                               | 1912年7月4日                 | [ 13 ]        |
| 葉達成（24歲） 朱志添（22歲）                                                                   | 1967年11月23日 （1973年5月3日獲港督麥理浩特赦假釋出獄）                          | 藏有炸彈及蓄意引爆造成人身傷害 | 報販陳河英及另一名市民 警員黃廣來及另外兩名警察 （均為受傷）    | 1967年8月荃灣炸彈襲擊案，香港第一宗因參與炸彈恐怖活動判處終身監禁的案例。                                  | 1967年8月4日至9月2日         | [ 14 ]        |
| 方龍輝 （29歲）                                                                                 | 1968年4月11日                                                                    | 非禮 與13歲以下女童非法性交    | 10多名女童 （5至12歲）                                          | 以「帶你看金魚」藉口誘騙受害女童到僻靜處淫辱。使「金魚佬」成為孌童色狼的代名詞。                           | 1967年6月至12月              | [ 15 ]        |
| 文錦華 （24歲） 何貴華 （23歲） 文錦海 （19歲） 蔡文健 （21歲） 謝大桐 （25歲） 陳柏洪 （21歲） | 1973年（判處死刑） 1974年（改囚終身）                                            | 謀殺等54項罪名                 | 張天林 （44歲）                                                 | 搶劫銀行時與警方駁火，期間擊斃受害警長。銀行劫匪包括文錦棠。                                               | 1973年8月14日                | [ 16 ]        |
| 陳全 （30歲）                                                                                   | 1974年2月19日                                                                    | 強姦                           | 至少8名女童 （8至13歲）                                         | 暴力強姦受害女童，導致女童均受到不同程度的嚴重身體創傷。                                                   | 1972年4月11日至1973年9月25日 | [ 17 ]        |
| 歐陽炳強 （29歲）                                                                               | 1975年11月3日（初審判死刑） 1976年5月19日（重審判死刑） 1977年2月9日（改囚終身） | 謀殺                           | 卞玉瑛 （16歲）                                                 | 跑馬地紙盒藏屍案                                                                                           | 1974年12月16日               | [ 18 ] [ 19 ] |
| 何慧良 （25歲）                                                                                 | 1976年8月23日（判處死刑） 1977年4月26日（改囚終身）                              | 謀殺                           | 何嘉兒 （5歲）                                                  | 殺害其女兒。                                                                                               | 1976年2月8日                 | [ 20 ]        |
| 陳寶光 梁淦耀 何志宙 覃錫錚 （28歲）                                                            | 1979年2月20日（陳梁何被判） 1980年1月21日（覃被判）                              | 謀殺 搶劫 無牌管有槍械         | 劉澤武                                                          | 受害警長在非法賭檔賭錢時遭兇手等人擊斃，其2萬8千元現金及警槍亦被搶去。                                     | 1978年3月2日                 | [ 21 ] [ 22 ] |
| 黃奕芬 陳根祥 （26歲） 黃榮添 （31歲） 陳根壽 （31歲）                                          | 1979年11月16日                                                                   | 謀殺                           | 林鏡成                                                          | 受害賭徒因欠債不還及與兇手有利益問題而遭刺斃。                                                             | 1978年12月9日                | [ 23 ] [ 24 ] |
| 何少祥 （21歲）                                                                                 | 1981年7月24日（判處死刑） 1981年7月24日（改囚終身）                              | 謀殺 搶劫                      | 何淑儀 （32歲） 梁儉 （67歲）                                   | 殺害其舅母及女傭。                                                                                         | 1980年9月18日                | [ 25 ]        |
| 李文輝                                                                                          | 1982年4月26日                                                                    | 盜竊 搶劫 強姦                 | 2名女子                                                         | 兇手涉及不下5次的入屋爆竊及行劫，其中2名受害女子被兇手以刀恐嚇後被強姦。                                   | 1980至1981年                 | [ 26 ]        |
| 張慶標 （26歲）                                                                                 | 1983年6月2日                                                                     | 強姦 搶劫                      | 8名女子 （14至34歲）                                            | 兇手多次在屋邨尋找年輕女子強姦。                                                                           | 1980年至1982年11月10日       | [ 27 ] [ 28 ] |
| 姜善治 （32歲）                                                                                 | 1983年6月27日                                                                    | 謀殺                           | 女戶主 （33歲） 女戶主長女 （8歲） 女戶主幼子 （4歲）           | 入屋行劫並殺害女戶主及其長女和幼子。                                                                       | 1982年9月28日                | [ 29 ]        |
| 林過雲 （28歲）                                                                                 | 1983年4月8日（判處死刑） 1984年8月 （改囚終身）                                  | 謀殺                           | 陳鳳蘭 （22歲） 陳雲潔 （31歲） 梁秀雲 （29歲） 梁惠心 （17歲） | 雨夜屠夫案                                                                                                 | 1982年2月至7月               | [ 30 ]        |
| 葉少文 （22歲）                                                                                 | 1984年10月26日                                                                   | 謀殺 傷人                      | 梁雪詩 （22歲） 梁雪雁 （18歲） 楊惠群 （重傷）                 | 荔景邨情殺案                                                                                               | 1984年5月8日                 | [ 31 ]        |
| 區國良 （33歲）                                                                                 | 1985年3月5日                                                                     | 搶劫 強姦                      | 6人                                                             | 6次在清晨行劫途人，其中4名受害女子被行劫後被兇手帶到僻靜的後樓梯強姦。                                     | 1984年                       | [ 32 ]        |
| 林北洪 （32歲）                                                                                 | 1986年7月1日                                                                     | 搶劫 強姦 蓄意傷人             | 多名女子                                                        | 兇手糾同數名小混混多次深宵入屋行劫，大部份受害女子遭強姦。                                                 | 1984至1985年                 | [ 33 ]        |
| 彭信義（24歲） 譚士歡（20歲） 趙偉文 （25歲）                                                   | 1987年1月20日（判處死刑） 1988年3月8日 （改囚終身）                              | 謀殺                           | Kenneth McBride （17歲） Nicola Myers （18歲）                  | 寶馬山雙屍案                                                                                               | 1985年4月20日                | [ 34 ]        |
| 邱廣文 （16歲） 關志雄                                                                          | 1987年10月26日（邱被判） 1989年（關被判）                                        | 謀殺 蓄意傷人                  | 顏某 （死亡） 戴某 （受傷） 文某 （受傷）                       | 3名受害的黑幫和勝和成員較早前毀壞屬於黑幫14K的兇手的汽車，兇手數天後糾黨持刀報復，斬至1死2重傷。           | 1987年2月14日                | [ 35 ] [ 36 ] |
| 馮錦強 （24歲）                                                                                 | 1989年8月23日                                                                    | 謀殺 蓄意傷人                  | 李樹良 （14歲） 李潔卿 （受傷）                                 | 與受害孩童的父親因錢銀問題而瓜葛反目，兇手趁他們父親返鄕不在港時闖進他住宅，將其兒女斬殺，終釀成1死1重傷。 | 1988年6月23日                | [ 37 ]        |

## 1990年代
| 囚犯                                                            | 判刑日期                                                        | 定罪                                                      | 受害者                                                          | 案情 | 案發日期                                                | 參考          |
| --------------------------------------------------------------- | --------------------------------------------------------------- | --------------------------------------------------------- | --------------------------------------------------------------- | --- | ------------------------------------------------------- | ------------- |
| 林富祥（35歲）                                                  | 1987年11月10日（判處死刑） 1990年9月（改囚終身）                | 謀殺 搶劫 無牌管有槍械 拒捕                               | 亞士林                                                          | 兇手與另外5名劫匪搶劫錶行，劫去一批價值130萬的手錶，期間受害輔警企圖拘捕劫匪，但死於亂槍之下。                                                     | 1981年8月9日                                            | [ 38 ] [ 39 ] |
| 陳志華 （23歲） 霍廣津 （20歲） 蘇海波 （20歲）                 | 1990年10月23日                                                  | 謀殺 搶劫 誤殺                                            | 蕭鋼強 （25歲）                                                 | 劫殺受害金行店東。 | 1989年9月26日                                           | [ 40 ]        |
| 馬安 （58歲）                                                   | 1989年（判處死刑） 1991年（改囚終身）                           | 謀殺                                                      | 何佩華 （16歲）                                                 | 兇手訛稱文盲求受害少女代為填寫表格，引少女到住所內殺害，更烹屍，並將部份已被肢解的軀體放進膠袋棄置垃圾房。                                         | 1989年1月30日                                           | [ 41 ] [ 42 ] |
| 崔國富 （33歲）                                                 | 1991年4月30日                                                   | 謀殺                                                      | 梁惠萍 （16歲）                                                 | 企圖強姦受害少女時遇到反抗，後將少女殺害。 | 1990年4月19日                                           | [ 43 ]        |
| 蘇正均                                                          | 1991年8月20日                                                   | 誤殺等5項罪名                                             | 黃國成                                                          | 一群劫匪持刀槍連環械劫兩間珠寶金行，劫走總值170萬元金飾，期間有劫匪錯手殺害受害電子技工。                                                          | 1990年8月28日                                           | [ 44 ]        |
| 陳子傑 （20歲）                                                 | 1991年10月25日                                                  | 謀殺                                                      | 馬國泰 （25歲） 馬倩婷 （2歲半）                                | 受害男子的妻子與兇手有私情，兇手要求男子「讓妻」被拒，遂殺害男子及其女兒。                                                                         | 1990年9月25日                                           | [ 45 ]        |
| 陳偉倫 （32歲）                                                 | 1992年11月6日                                                   | 誤殺（1984年被判監10年，1992年被判囚終身）                | 陳美滿 （14歲） 張玉蘭 （23歲）                                 | 曾在維多利亞公園公廁內殺害14歲女童陳美滿，被判監10年。出獄3個月後，殺害女友張玉蘭。                                                                | 1984年8月17日 1991年9月10日                             | [ 46 ] [ 47 ] |
| 吳木鑑                                                          | 1993年（原審） 2005年（重審）                                   | 販運危險藥物（酌情性終身監禁）                            | /                                                               | 接收並運輸339,525.75克嗎啡。 | 1992年6月23日                                           | [ 48 ] [ 49 ] |
| 高永健 （23歲）                                                 | 1993年3月12日                                                   | 謀殺 搶劫                                                 | 關子敏 （31歲） 鄭錦明 （21歲）                                 | 因欠下一身賭債，故糾同3名同黨割喉劈殺2名受害解款員同僚並劫去120萬現鈔和500多張支票。                                                               | 1991年8月8日                                            | [ 50 ]        |
| 蔡輝光 （24歲）                                                 | 1993年4月7日                                                    | 謀殺                                                      | 陳秀芬 （27歲）                                                 | 對受害大嫂圖謀不軌、見色起意，殺害大嫂後姦屍。 | 1991年12月23日                                          | [ 51 ]        |
| 湯儒霖 （42歲）                                                 | 1993年9月24日                                                   | 謀殺                                                      | 黃巧貞 （34歲）                                                 | 殺害鄰居。 | 1992年7月2日                                            | [ 52 ]        |
| 陳世傑 （40歲）                                                 | 1993年10月12日                                                  | 謀殺                                                      | 麥惠娥 （39歲）                                                 | 因婚外情，炸死妻子並侵吞保險金。 | 1989年10月23日                                          | [ 53 ]        |
| 李容根 （41歲）                                                 | 1993年11月18日                                                  | 謀殺                                                      | 關麗英 （42歲）                                                 | 要求與受害女子復合被拒，用利刀將女子殺死。 | 1992年12月23日                                          | [ 54 ]        |
| 阮成東 （27歲）                                                 | 1994年                                                          | 謀殺 傷人                                                 | 2名越南同鄉                                                     | 與同鄉因賣私煙起爭執，造成1死1傷。 | 1994年                                                  | [ 55 ]        |
| 馮偉漢                                                          | 1994年                                                          | 拒捕 無牌管有槍械或彈藥 意圖謀殺 搶劫 處理贓物 等25項罪名 | 陳思祺 （受傷）                                                 | 兇手糾黨搶劫金行。翌日一隊警員圍剿兇手，雙方駁火，兇手隨後劫持小巴及的士逃走。駁火期間督察陳思祺被擊中頭部，因而失去味覺，被大眾稱為「無味神探」。 | 1992年4月23至24日                                       | [ 56 ]        |
| 林國偉 （22歲）                                                 | 1994年8月5日                                                    | 謀殺、搶劫、強姦等18項罪名                                | 強姦13名女性，並殺害其中3人                                     | 屯門色魔案 | 1992年4月24日至1993年8月5日                             | [ 57 ]        |
| 劉家明 （22歲）                                                 | 1995年11月21日                                                  | 謀殺                                                      | 韓詠生 （19歲）                                                 | 兇手乘的士被警員截查，企圖逃走並搶去配槍連開5槍，轟中受害警員太陽穴。                                                                              | 1994年7月22日                                           | [ 58 ] [ 59 ] |
| 吳偉民 （34歲）                                                 | 1997年5月20日                                                   | 謀殺                                                      | 蔡秀嫻 （27歲）                                                 | 向兩男子買兇槍殺受害妻子騙保險金。 | 1995年12月20日                                          | [ 60 ]        |
| 張滿強 羅有福                                                   | 1997年5月20日 1997年6月4日                                      | 謀殺                                                      | 翁子倫 （21歲） 陳植儀 （16歲） 陳蘭嬌 （34歲）                 | 綁架並槍殺五金店少東翁子倫及其女友陳植儀。羅有福其後再槍殺保險女經紀陳蘭嬌。                                                                       | 1995年10月7日 1996年2月6日                              | [ 61 ] [ 62 ] |
| 酈錫雄 （27歲）                                                 | 1997年10月15日                                                  | 謀殺                                                      | 胡偉業 （27歲）                                                 | 遭受害情敵以魚刀襲擊，遂還擊刺殺情敵。 | 1996年12月30日                                          | [ 63 ]        |
| 李家豪 （23歲） 董勝飛 （30歲） 柳應達 （29歲）                 | 1998年7月3日                                                    | 謀殺                                                      | 17人死13人傷                                                    | 尖沙咀卡拉OK縱火案 | 1997年1月25日                                           | [ 64 ]        |
| 曾昭迪 （23歲） 甘景豐 （29歲）                                 | 1998年10月30日                                                  | 謀殺 綁架                                                 | 羅偉言 （12歲）                                                 | 兇手受盡女友家人白眼，遂佈局勒殺女友兒子，並獲取保險金。                                                                                           | 1997年8月4日                                            | [ 65 ] [ 66 ] |
| 陳家進 （25歲） 陳奇能 （27歲）                                 | 1999年1月13日                                                   | 謀殺 搶劫 企圖謀殺 強姦                                   | 張華美 （29歲） 余惠雯 （24歲） 郭燕 （沒被殺） 譚銀杏 （23歲） | 於歡場尋找女子劫殺。其後更強姦搶劫郭燕。 | 1996年6月10日 1996年8月15日 1997年1月21日 1997年1月28日 | [ 67 ]        |
| 許智偉 （19歲） 吳明俊 （18歲） 陳德明 （18歲） 傅顯進 （19歲） | 1999年1月30日（被判強制性終身） 2001年8月10日（改為酌情性終身） | 謀殺（酌情性終身監禁）                                    | 陸志偉 （16歲）                                                 | 秀茂坪童黨燒屍案 | 1997年5月14日                                           | [ 68 ] [ 69 ] |
| 余偉發 （30歲）                                                 | 1999年5月14日                                                   | 謀殺 搶劫 意圖傷人 (存在極大爭議，很大程度被屈打成招)     | 周台娟 （46歲） 周台婷 （沒被殺）                               | 周台娟命案 | 1998年3月20日                                           | [ 70 ]        |
| 陳浩基 （23歲）                                                 | 1999年6月22日                                                   | 嚴重傷人 謀殺                                             | 陳卓倫 （20歲）                                                 | 兇手與受害青年一同吸毒，但兇手被女友告知青年有意約她外出，令兇手認為青年要搶女友，因此毆打青年，並於數天之後將青年帶到垃圾站放火燒死。             | 1998年2月28日 1998年3月3日                              | [ 71 ] [ 72 ] |
| 謝橋慶（45歲）                                                  | 1999年9月27日                                                   | 謀殺                                                      | 方朱 （53歲）                                                   | 兇手欲向受害倉務員借1,000元但遭拒絕，因而發生爭執，兇手以鐵櫈及美工刀襲擊倉務員，倉務員昏迷倒地後立即掠去其財物逃走，拿去典當消遣。                | 1998年10月30日                                          | [ 73 ] [ 74 ] |

## 2000年代
| 囚犯                                            | 判刑日期                                                  | 定罪                                                | 受害者                                                                          | 案情 | 案發日期                                     | 參考                    |
| ----------------------------------------------- | --------------------------------------------------------- | --------------------------------------------------- | ------------------------------------------------------------------------------- | --- | -------------------------------------------- | ----------------------- |
| 張基榮 （28歲）                                 | 2000年7月26日                                             | 謀殺 搶劫                                           | 周麗芳 （20歲）                                                                 | 喝醉後獨自返家的受害少女帶着金鍊，因而被兇手引到住所劫殺。 | 1999年4月10日                                | [ 75 ]                  |
| 胡偉峰 （46歲）                                 | 2000年8月10日                                             | 謀殺 綁架                                           | 胡灝謙 （13歲）                                                                 | 為了贖金而綁架受害姪子，因姪子認出兇手是舅父而被撕票。 | 1999年4月21日                                | [ 76 ]                  |
| 林志光 （21歲）                                 | 2000年9月12日                                             | 謀殺                                                | 鄧潔貞 （19歲）                                                                 | 被告因死者向他提出分手， 被告仍死纏不休，情緒激動下，被告用刀插死者背部和胸部共三刀。 | 1999年11月20日                               | [ 77 ]                  |
| 陳文樂 （34歲） 梁偉倫 （21歲）                 | 2000年12月6日                                             | 誤殺 非法禁錮 阻止屍體合法埋葬                      | 樊敏儀 （23歲）                                                                 | Hello Kitty藏屍案 | 1999年3月17日                                | [ 78 ] [ 79 ]           |
| 梁嘉儀 （23歲） 鄭文杰 （29歲） 梁綺華 （22歲） | 2001年3月9日                                              | 謀殺                                                | 柯丹 （35歲）                                                                   | 因欠債而合謀誘騙受害網友一起度假，期間將其迷暈劫殺。 | 1999年10月21日                               | [ 80 ]                  |
| 周國安 （32歲）                                 | 2001年3月22日                                             | 謀殺                                                | 江耀輝 （18歲）                                                                 | 兇手因賭博輸錢而將受害下屬的名錶典當，下屬遂召黑社會人士脅迫，談判時兇手被激怒，反過來殺害下屬，藏屍梳士巴利道的花槽。服刑中兇手曾自殺未遂。 | 1999年9月16日                                | [ 81 ]                  |
| 鄺國樑 （31歲）                                 | 2001年6月29日                                             | 謀殺                                                | 梁耀志 （36歲）                                                                 | 兇手與受害男友發生金錢瓜葛，男友表示會在案發日子還錢。案發當天，兩人相約在時鐘酒店見面還錢，期間發生性關係後泡澡時，男友突然表示沒錢還，兩人發生爭執，男友更指只是在欺騙其感情，令兇手怒極勒斃男友，並以刀子刺向男友30多刀。                                      | 2000年2月19日                                | [ 82 ] [ 83 ]           |
| 林盛德 （31歲）                                 | 2001年10月5日                                             | 謀殺 綁架                                           | 羅劭煒 （4歲）                                                                  | 認為受害男童是阻礙自己和女友關係發展的主因，故密謀將男童綁架扔進大海殺害。 | 1999年6月30日                                | [ 84 ] [ 85 ]           |
| 李雪冰 （51歲）                                 | 2002年10月17日                                            | 謀殺                                                | 蕭安 （49歲）                                                                   | 懷疑受害丈夫有外遇，在丈夫回家過夜時以滾油和亂刀殺害。 | 2001年1月5日                                 | [ 86 ]                  |
| 馬少潮 （21歲）                                 | 2002年11月27日                                            | 誤殺 謀殺                                           | 馬志強 （68歲） 蔡麗英 （63歲）                                                 | 被受害父親日復一日出言侮辱，無法忍受而以錘子殺害父親；受害母親回家時揭發事件，遂將其滅口。 | 2001年7月7日                                 | [ 87 ] [ 88 ]           |
| 周榮民 （52歲）                                 | 2002年12月3日                                             | 謀殺                                                | 李有明 （71歲）                                                                 | 以刀子和鈍器劫殺受害鄰居。 | 2001年4月15日                                | [ 89 ]                  |
| 許麥群 （78歲）                                 | 2002年12月16日                                            | 誤殺                                                | 陳財強 （73歲） 梁國權 （受傷）                                                 | 認為2名受害鄰里是經常協助毒販的壞人，故用菜刀追斬，造成1死1傷。 | 2001年7月23日                                | [ 90 ]                  |
| 彭錦泉 （51歲）                                 | 2003年3月14日                                             | 謀殺                                                | 張雪平 （31歲）                                                                 | 兇手不滿受害鄰居騷擾及與他作對，以斧頭斬鄰居頭部致死。 | 2001年12月8日                                | [ 91 ]                  |
| 鍾其東 （41歲）                                 | 2003年3月18日                                             | 謀殺                                                | 譚潤勝 （52歲）                                                                 | 受害躉船大偈被兇手吵醒，遂痛罵兇手一頓，兇手被罵得生氣，便拿兩把刀與大偈爭執打鬥，最終捅死大偈。 | 2001年9月29日                                | [ 92 ]                  |
| 容家倫 （26歲）                                 | 2003年5月7日                                              | 謀殺                                                | 區美蓮 （32歲）                                                                 | 盜竊受害鄰居房間，卻被鄰居撞破，便用刀捅傷鄰居令其失救而死，翌日兇手返回現場放火毀屍滅跡。 | 2002年7月8日                                 | [ 93 ]                  |
| 倪文迪 （23歲）                                 | 2003年5月15日                                             | 謀殺                                                | 張翠英 （36歲）                                                                 | 被受害舞小姐欺騙感情，一怒之下將舞小姐扼斃。 | 2002年2月24日                                | [ 94 ]                  |
| 袁遜英 （39歲）                                 | 2003年6月16日                                             | 謀殺                                                | 陳永新 （29歲）                                                                 | 受害男友與兇手分手，兇手多次哀求亦遭拒絕，在無法接受之下用膠紙封著男友口鼻，導致窒息致死。 | 2002年3月30日                                | [ 95 ] [ 96 ]           |
| 陳遠林 （24歲）                                 | 2003年8月29日                                             | 謀殺                                                | 詹栢渝 （9歲） 陳曉琳 （4歲半）                                                 | 兇手被受害兄妹的母親欺騙感情，更成了其兒女的廉價保母，在愛情和金錢上失意後感到憤怒，遂以數百刀斬殺兄妹。 | 2002年7月27日                                | [ 97 ] [ 98 ]           |
| 李國愛 （31歲）                                 | 2003年11月18日                                            | 謀殺 綁架                                           | 謝靄琳 （11歲）                                                                 | 為了勒索受害姪女的父親，誘騙姪女去香港海洋公園玩，藉詞帶到艇子上勒殺，再將屍體扔進海裡。 | 2001年9月21日                                | [ 99 ]                  |
| 李麗儀 （37歲）                                 | 2003年12月3日                                             | 謀殺                                                | 伍劍華 （37歲）                                                                 | 受害丈夫有了婚外情而向兇手提出離婚，兇手準備下有安眠藥的晚餐及在家裡燒炭縱火，殺害丈夫。 | 2001年12月22日                               | [ 100 ]                 |
| 唐永強 （39歲）                                 | 2004年2月25日                                             | 謀殺 企圖謀殺                                       | 陳諾雯 （11歲） 嚴佩珊 （10歲） 唐天賦 （受傷） 唐綺琳 （受傷） 唐綺慧 （受傷） | 白沙村姦殺女童藏屍案 | 2002年12月4日至2002年12月20日                | [ 101 ]                 |
| 陳谷新 （82歲）                                 | 2004年3月19日                                             | 謀殺 誤殺                                           | 蕭義有 （78歲） 顏巧蘭 （74歲） 施翠娥 （50歲）                                 | 兇手因為家庭糾紛而想教訓兒子，同時又與受害妻子發生爭執，便剪斷家裡的石油氣管洩漏氣體，引致大爆炸，最終炸死爭執中被打暈的妻子及2名無辜鄰居。 | 2002年10月30日                               | [ 102 ]                 |
| Harman Preet （19歲）                           | 2004年4月22日                                             | 謀殺（酌情性終身監禁）                              | Gule Ahmar （41歲）                                                             | 兇手因為替妓女朋友出頭，為其取回被受害同鄉收起的護照，而用菜刀殺死同鄉。 | 2002年8月6日                                 | [ 103 ] [ 104 ]         |
| 廖振業 （29歲）                                 | 2005年5月19日（原審） 2008年1月18日（重審）               | 誤殺 意圖傷人 （酌情性終身監禁）                    | 崔秀珍 （59歲） 蔡慧雯 （21歲） 陳志秋 （受傷） 陳嘉敏 （受傷）                 | 兇手有長期吸毒習慣，在案發前1個月搬到受害朋友一家的單位暫住。突然兇手因長期吸毒而妄想症病發，拿刀斬朋友一家，導致朋友的母親及男友被斬死，朋友及女兒受傷。兇手原本被判謀殺罪成而囚終身，但後來上訴成功改判誤殺，刑期改為酌情性終身監禁。                           | 2002年8月29日                                | [ 105 ] [ 106 ]         |
| 張銳剛 （22歲）                                 | 2005年8月19日                                             | 謀殺                                                | 梁志忠 （52歲）                                                                 | 兇手的朋友不滿受害父親拋棄家庭，又不讓他夜間外出到夜店賣毒品，而與兇手計劃持刀打劫及襲擊父親，最終父親身中數刀喪命。 | 2004年7月22日                                | [ 107 ]                 |
| Nancy Ann Kissel （41歲）                       | 2005年9月1日（原審） 2011年3月25日（重審）                | 謀殺                                                | 簡崇諾（Robert Peter Kissel） （40歲）                                          | 陽明山莊毒奶昔殺夫案 | 2003年11月2日                                | [ 108 ]                 |
| 曾凡勇                                          | 2005年9月27日                                             | 誤殺 搶劫 公眾地方管有攻擊性武器 （酌情性終身監禁） | 一名女學生 黃姓女子                                                             | 兇手暴力搶劫受害女學生財物，女學生被打暈受傷。6天後，兇手再持刀搶劫另一受害女子，女子在掙扎時被斬2刀受傷。2天後，兇手沒有合理辯解下被發現藏有一把刀。 | 2004年10月14日 2004年10月20日 2004年10月22日 | [ 109 ]                 |
| 嚴金鐘 （65歲）                                 | 2006年1月25日                                             | 縱火（酌情性終身監禁）                              | 14人傷                                                                          | 2004年香港地鐵縱火案 | 2004年1月5日                                 | [ 110 ] [ 111 ] [ 112 ] |
| 梁永成 （45歲）                                 | 2006年2月27日                                             | 謀殺                                                | 劉少嫻 （43歲）                                                                 | 為了保險金而勒斃受害妻子。 | 2003年9月30日                                | [ 113 ]                 |
| 馮栢翔 （36歲）                                 | 2006年3月2日                                              | 謀殺                                                | 文慧硪 （30歲）                                                                 | 受害女子曾投訴大廈保安員，令保安員懷恨在心，登門以多刀將女子斬殺。 | 2000年10月19日                               | [ 114 ]                 |
| 古家俊 （23歲） 羅燕霆 （22歲）                 | 2006年5月15日                                             | 謀殺                                                | 文頌華 （32歲）                                                                 | 酒吧女職員拒絕在打烊時間賣酒予黑幫男子，下班後2名兇手持刀伏擊女酒吧職員，受害酒保以身擋刀掩護女同事，身中2刀斃命。 | 2005年7月10日                                | [ 115 ]                 |
| 黎團興 （62歲）                                 | 2006年5月30日                                             | 謀殺                                                | 黎穎餘 （20歲）                                                                 | 有吸毒和酗酒習慣的兇手突然以50刀斬死其受害女兒，然後放火燒毀住所及屍體。 | 2005年4月6日                                 | [ 116 ] [ 117 ]         |
| 何開盛 （32歲）                                 | 2006年6月14日                                             | 謀殺                                                | 鍾愛媛 （54歲）                                                                 | 兇手因上班態度問題而被任職的酒樓解僱，遂向受害酒樓司庫求情但遭拒絕，兇手隨即暴力虐待司庫致死，隨後拿到酒樓夾萬鑰匙，盜取夾萬內80,000多元現金。 | 2000年4月24日                                | [ 118 ]                 |
| 黃瑞偉 （38歲）                                 | 2007年2月10日                                             | 謀殺                                                | 周小龍 （32歲）                                                                 | 兇手因當娼惹爭執並殺害前妻 | 2005年9月21日                                | [ 119 ]                 |
| 覃立勳 （49歲）                                 | 2007年3月27日                                             | 謀殺 勒索 盜竊 阻止屍體合法埋葬                     | 馮詠恩 （28歲）                                                                 | 兇手因金錢問題而謀殺受害女電訊推銷員，棄屍大帽山，之後更勒索推銷員的丈夫。 | 2006年4月20日                                | [ 120 ]                 |
| 劉建林 （45歲）                                 | 2007年11月10日                                            | 謀殺                                                | 陸惠玲 （48歲） 莫麗源 （20歲） 劉鈺瑩 （9歲）                                  | 兇手用利斧與鐵鎚將妻女三人斬殺。 | 2006年11月11日                               | [ 121 ]                 |
| 劉愛金 （40歲）                                 | 2008年2月27日                                             | 謀殺                                                | 黃慶林 （75歲）                                                                 | 受害丈夫在兇手住所離奇斃命，兇手供稱因一時驚慌才讓其內地情夫派的殺手上門行兇。 | 2006年7月31日                                | [ 122 ]                 |
| 蘇俊修 （34歲）                                 | 2008年7月22日                                             | 謀殺                                                | 陳鳳嫺 （36歲）                                                                 | 不滿受害女友與前男友通電話時交談甚歡，在流浮山晚膳後刺死女友，埋屍魚塘草叢，屍體經過20天才被發現。 | 2007年2月7日                                 | [ 123 ]                 |
| 廖柏承 （17歲）                                 | 2008年12月10日                                            | 謀殺（酌情性終身監禁）                              | Fitriani （24歲）                                                               | 熱愛狗而在狗場當義工的兇手認為受害印傭不是真心喜歡狗，而且沒有欣賞他的努力和付出，因此心生厭惡，決定殺害印傭，印傭最終被以20多刀刺斃。 | 2008年1月22日                                | [ 124 ]                 |
| 朱耀強 （19歲）                                 | 2009年1月21日                                             | 謀殺                                                | 胡羽熹 （15歲）                                                                 | 玉蓮臺童黨毆殺少年案 | 2007年8月25日                                | [ 125 ]                 |
| 杜彥燦 （40歲）                                 | 2009年1月21日                                             | 謀殺                                                | 陸玉娟 （40歲）                                                                 | 兇手被受害妻子辱罵，一怒之下以鐵錘毆打妻子後腦10多下致死。 | 2008年4月24日                                | [ 126 ] [ 127 ]         |
| 蘇錦棠 （27歲）                                 | 2009年3月30日 （就首件事件） 2010年3月9日 （就第2件事件） | 謀殺                                                | 謝麗萍（Charitar Kamolnoranath） （40歲） 丘曉彥 （21歲）                       | 兇手在稅務大樓持刀搶劫受害泰籍女遊客，把女遊客帶到風櫃房後將其捅死並姦屍，隨後使用女遊客提款卡竊款。約3年後，另一受害女地勤在下班途中亦遭兇手搶劫，隨即將女地勤扼斃滅口，棄屍於林村河一引水道口，之後兇手除了用其提款卡竊款，更致電女地勤男友訛稱綁架以勒索贖金。 | 2005年10月12日 2008年5月15日                 | [ 128 ]                 |
| 林楚玉 （28歲）                                 | 2009年6月26日                                             | 謀殺                                                | 劉美儀 （19歲）                                                                 | 兇手因懷疑受害女友移情別戀，在爭執期間將女友扼至窒息斃命。兇手發覺殺害女友後，企圖用剪刀插頸自殺未遂。 | 2008年8月21日                                | [ 129 ]                 |
| 丁啟泰 （24歲）                                 | 2009年7月27日                                             | 謀殺 阻止屍體合法埋葬                               | 王嘉梅 （16歲）                                                                 | 王嘉梅命案 | 2008年4月27日                                | [ 130 ] [ 131 ]         |
| Razaq Nadeem （24歲）                           | 2009年7月28日                                             | 謀殺                                                | 史明蘭 （35歲） 孫秀敏 （36歲） 謝巧元 （35歲）                                 | 2008年香港鳳姐連環劫殺案 | 2008年3月14至16日                            | [ 132 ] [ 133 ]         |
| 李瑞香 （50歲）                                 | 2009年8月28日                                             | 謀殺                                                | 吳基鑾 （81歲） 顏算 （87歲）                                                   | 公共屋邨連環劫殺老婦案 | 2006年12月7日 2008年3月4日                   | [ 134 ]                 |
| 陳利發 （48歲）                                 | 2009年9月12日                                             | 強姦 嚴重入屋犯法 （酌情性終身監禁）                | 女子（39歲） 女子（53歲） 女子（20多歲）                                        | 兇手2次持刀入屋爆竊，均分別被受害的39歲及53歲女子發現，故以刀恐嚇並強姦39歲及20多歲的女子。 | 2008年3月22日 2008年6月27日                  | [ 135 ]                 |
| 吳炳枝 （40歲）                                 | 2009年9月18日                                             | 謀殺                                                | 王榮妍 （36歲）                                                                 | 受害物流公司女職員獨自到工業大廈向兇手追討債項，遭兇手用木棍打死，然後棄屍觀塘碼頭。 | 2008年8月2日                                 | [ 136 ]                 |

## 2010年代
| 囚犯                                            | 判刑日期                                                          | 定罪                   | 受害者                                                         | 案情 | 案發日期                      | 參考            |
| ----------------------------------------------- | ----------------------------------------------------------------- | ---------------------- | -------------------------------------------------------------- | --- | ----------------------------- | --------------- |
| 顏力光 （46歲）                                 | 2010年1月6日                                                      | 謀殺                   | 梁志榮 （36歲）                                                | 去燒烤的受害男子的朋友喝醉後，因不滿另一幫人群重複播放老歌而毆鬥，受害男子被誤認而被圍毆斃。 | 2008年9月13日                 | [ 137 ]         |
| 鄧才 （82歲）                                   | 2010年1月19日                                                     | 謀殺                   | 林添娣 （76歲）                                                | 兇手以鐵錘毆打其受害老妻，老妻頭部遭重擊30多次而死亡。 | 2008年11月10日                | [ 138 ] [ 139 ] |
| 吳柏麟 （19歲）                                 | 2010年4月23日（原審） 2012年8月8日（重審）                        | 謀殺                   | 潘嘉恩 （25歲）                                                | 天瑞邨麥當勞圍毆命案 | 2008年10月2日                 | [ 140 ]         |
| 蔡錦輝 （35歲）                                 | 2010年5月4日                                                      | 謀殺                   | 17人死13人傷                                                   | 尖沙咀卡拉OK縱火案 | 1997年1月25日                 | [ 141 ]         |
| 譚浩南 （19歲）                                 | 2010年5月17日（初審） 2011年9月15日（重審） 2019年7月19日（重審） | 謀殺                   | 劉淑芬 （19歲）                                                | 兇手因懷疑女友與兄長有染，遂持刀向女友對質，女友給出非常大反應，兇手便以菜刀向女友斬50多刀。 | 2009年4月29日                 | [ 142 ] [ 143 ] |
| 康子賢 （25歲）                                 | 2010年5月26日（原審） 2012年11月9日（重審）                       | 誤殺 謀殺              | 關淑儀 （47歲） 黃愛珊 （37歲）                                | 為追尋性興奮，於召妓時邊用染有哥羅芳的毛巾掩著2名受害鳳姐口鼻邊性交，導致鳳姐窒息而死。隨後劫去鳳姐的財物變賣。                                                                                     | 2009年1月9日 2009年1月31日    | [ 144 ]         |
| 盧俊肇 （26歲）                                 | 2010年10月7日                                                     | 謀殺                   | 郭玉娟 （46歲）                                                | 不滿受害母親奚落女友且拒絕借錢，以萬用刀刺母親40多下致死。 | 2009年6月24日                 | [ 145 ]         |
| 李官發 （59歲）                                 | 2010年11月9日                                                     | 謀殺                   | 黃惠珍 （39歲）                                                | 兇手與受害妻子關係惡化而常有爭執。兇手突然表示要將兒子送給胞弟而再起衝突，妻子更在兒子面前拿出鐵錘擊傷兇手，兇手遂搶去鐵錘還擊，然後在兒子避席下將妻子擊殺。                                        | 2010年9月24日                 | [ 146 ] [ 147 ] |
| 許勝其 （43歲）                                 | 2010年11月23日                                                    | 謀殺 誤殺              | 譚成輝 （44歲） 唐恩義 （34歲） 譚曉文 （10歲） 譚曉盈 （7歲） | 受害男戶主因錢銀瓜葛與兇手而爭執，糾纏間兇手用87刀斬死男戶主，再把戶主的妻子及2名女兒綁起，導致妻子和其中一女兒窒息而死，另一女兒也被兇手勒殺。隨後兇手在受害一家屋內花園挖洞將屍體埋葬並鋪上水泥。 | 2009年7月5日                  | [ 148 ] [ 149 ] |
| 劉解開 （53歲）                                 | 2011年1月26日                                                     | 謀殺 意圖傷人          | 陳漢基 （53歲） 戴鳳儀 （沒被殺）                              | 兇手另結新歡後欲與前妻重修舊好遭拒，得悉前妻與其受害男同事在一起後，妒火中燒下於街上埋伏，待二人午膳時當街以30刀刺死男同事，前妻爲了阻止亦受刀傷。                                                  | 2009年2月24日                 | [ 150 ]         |
| 李蘊剛 （37歲） 勞展宏 （46歲） 李鎮江 （23歲） | 2011年2月10日                                                     | 謀殺                   | 李泰龍 （41歲）                                                | 香格里拉酒店黑幫仇殺案 | 2009年8月4日                  | [ 151 ]         |
| 李曉偉 （39歲）                                 | 2011年3月22日                                                     | 謀殺                   | 陳家恩 （22歲）                                                | 不堪受害婚外情女友另結新歡，把女友勒斃後棄屍引水道。 | 2010年1月21日                 | [ 152 ]         |
| 鄒偉基 （32歲）                                 | 2011年3月30日                                                     | 謀殺                   | 陳凡 （34歲）                                                  | 因債台高築而謀奪為受害女友投保的280萬元保險金，夥同友人將女友拋進海中淹死。 | 2010年2月11日                 | [ 153 ]         |
| 黃劉興 （72歲）                                 | 2011年9月5日                                                      | 謀殺                   | 黃均鴻 （74歲）                                                | 不滿受害板間房鄰居常發出噪音，鄰居打麻將聲浪過大吵到兇手而發生爭執，並用菜刀把鄰居斬死。 | 2009年10月21日                | [ 154 ]         |
| 梁達榮 （35歲）                                 | 2011年11月3日（原審） 2013年11月11日（重審）                      | 謀殺                   | 許皓明 （66歲）                                                | 兇手派發廉價香煙傳單期間誤觸防盜鐘，受害保安員趕至截停兇手並要報警，兇手遂責罵及襲擊保安，更暴力腳踢保安頭部數次。保安其後因顱內出血及支氣管肺炎身亡。                                              | 2009年12月9日至2010年1月4日   | [ 155 ]         |
| 王衛列 （49歲）                                 | 2011年11月10日                                                    | 謀殺                   | 楊文娟 （43歲）                                                | 在賭船上因賭輸錢與受害前妻爭執，最終將前妻推下海淹死。 | 2010年9月24日                 | [ 156 ]         |
| 溫劍聰 （45歲）                                 | 2012年5月3日                                                      | 謀殺                   | 余惠玉 （25歲）                                                | 受害女子經常向兇手借錢及性交，但突然表示要結束關係，更繼續要求借錢，兇手認為自己得不到回報而將之扼斃。隨後把女子屍體棄於海中，並使用自己曾經任職水警的知識處理證據。                                | 2010年10月26日                | [ 157 ]         |
| 吳錫基 （53歲） 蔡偉強 （46歲）                 | 2012年5月30日                                                     | 謀殺                   | 何慧霞 （40歲）                                                | 報販霞姐被殺案 | 1999年9月22日                 | [ 158 ]         |
| 吳雅倫 （53歲）                                 | 2012年7月31日                                                     | 謀殺 詐騙              | 鄧路來 （73歲）                                                | 兇手因財困及看中受害鄰居是「隱形富翁」，潛入鄰居家裡將其毆斃，然後冒充鄰居到銀行取走其60萬存款。 | 2010年11月8日                 | [ 159 ] [ 160 ] |
| 林兆峰 （26歲）                                 | 2012年8月8日                                                      | 謀殺                   | 潘嘉恩 （25歲）                                                | 天瑞邨麥當勞圍毆命案 | 2008年10月2日                 | [ 140 ]         |
| Tahir Nawaz （39歲）                            | 2012年11月28日                                                    | 謀殺                   | Shazia （33歲）                                                | 兇手認為其受害大太太遭魔鬼附身，為拯救大太太的靈魂，將之帶往沙灘餵毒品性交後割喉殺害。 | 2011年8月18日                 | [ 161 ]         |
| 莫國煒 （42歲）                                 | 2013年3月8日                                                      | 謀殺                   | 金曉蓉 （35歲）                                                | 兇手嫌同住有輕度智障的受害清潔女工做事慢，並指她欠錢，一星期內5次暴力毆打清潔女工，最終將清潔女工活活打死。                                                                                         | 2011年9月9日                  | [ 162 ]         |
| Fareed Ahmed （31歲）                           | 2013年6月20日                                                     | 謀殺                   | Janet Lesley Gilson （64歲）                                   | 與妻子鬧離婚期間，殺害來港探親的妻子姨母，並藏屍妻子家中的沙發。 | 2011年3月15日                 | [ 163 ]         |
| 黎國雄 （61歲）                                 | 2013年7月15日                                                     | 謀殺                   | 馬麗芬 （54歲）                                                | 受害女子頭部被兇手用錘子毆打，赤裸伏屍郊野公園樹叢中。 | 2010年11月27日                | [ 164 ]         |
| 潘文琛 （32歲）                                 | 2014年4月15日                                                     | 謀殺 企圖謀殺          | 羅育如 （24歲） 陳戴煒 （受傷）                                | 懷疑受害女友移情別戀其受害男同事，用生果刀捅死女友後，於翌日持菜刀到上班地點的更衣室斬傷男同事。 | 2012年11月28日 2012年11月29日 | [ 165 ]         |
| 謝志誠 （53歲）                                 | 2014年5月23日                                                     | 搶劫 謀殺              | 徐炳祥 （82歲） 葉長娣 （75歲）                                | 無業漢吸毒後闖入住所樓下一個沒上鎖的單位內搶劫，並將屋內的受害年老夫婦毆打致重傷死亡。 | 2012年12月13日                | [ 166 ]         |
| 陳錦成 （21歲）                                 | 2014年6月17日                                                     | 謀殺                   | 郭衍靖 （18歲）                                                | 黑幫新義安小頭目被三名刀手襲擊，傷重不治。 | 2011年12月5日                 | [ 167 ]         |
| 李慧文 （50歲）                                 | 2014年7月9日                                                      | 謀殺                   | 劉淑琼 （49歲）                                                | 一名鳳姐認為受害鳳姐同事態度囂張，故以1萬元報酬向兇手買兇，兇手遂假裝成嫖客，以利器斬向鳳姐頸部數下，導致頸骨被斬斷。                                                                               | 2012年10月22日                | [ 168 ]         |
| 霍立賢 （20歲） 陳明天 （21歲）                 | 2014年8月28日                                                     | 謀殺 企圖謀殺          | 霍禮池 （50歲） Fok Irene G. （受傷）                          | 兇手偕友人在深夜家中用刀指嚇熟睡的受害父母，母親奪刀試圖糾纏，而父親則被他們以100多刀捅死，母親亦身受重傷。                                                                                         | 2013年3月16日                 | [ 169 ]         |
| 陳譚富 （58歲）                                 | 2014年10月14日                                                    | 謀殺                   | 李麗華 （49歲）                                                | 兇手懷疑受害妻子紅杏出牆，遂持刀到其任職的酒樓，以10多刀將妻子刺斃。 | 2013年4月10日                 | [ 170 ]         |
| 石嘉坤 （23歲） 黎俊文 （30歲） 梅振宇 （35歲） | 2014年12月10日                                                    | 謀殺                   | 曾明斯 （15歲）                                                | 受害少年因到處說女同學淫亂而遭糾黨教訓，一頓圍毆後在身負重傷下遭活生生拋進海。 | 2012年8月8日                  | [ 171 ]         |
| 張文基 （38歲）                                 | 2015年2月23日                                                     | 謀殺                   | 張桂蓮 （33歲） 張丹 （8歲） 張倫 （7歲）                      | 受害女友的年老配偶離世後，兇手上門向女友逼婚但遭拒絕，一怒之下以錘子毆打女友頭部及子女，再刀割女友頸部致死，然後割脈和開煤氣企圖自殺未遂，最終導致子女失救及一氧化碳中毒而死，兇手則輕傷。          | 2013年7月25日                 | [ 172 ]         |
| 周凱亮 （31歲）                                 | 2015年3月23日                                                     | 謀殺 阻止屍體合法埋葬  | 周榮基 （65歲） 蕭月兒 （63歲）                                | 大角咀肢解父母案 | 2013年3月1日                  | [ 173 ]         |
| 廖新江 （58歲）                                 | 2015年11月10日（初審） 2018年11月14日（重審）                     | 謀殺                   | 廖榮生 （47歲）                                                | 受害車房東主的被同村素有積怨兇手埋伏報復，負傷逃至附近一家士多，惟士多內的人袖手旁觀，他繼而被捅27刀，最終傷重不治。                                                                                | 2014年5月23日                 | [ 174 ]         |
| 曾文緯 （39歲）                                 | 2016年5月13日                                                     | 誤殺（酌情性終身監禁） | 曾永豪 （42歲）                                                | 吸毒後用魚生刀以22刀刺斃受害兄長。 | 2014年9月24日                 | [ 175 ]         |
| 王豐 （54歲）                                   | 2016年8月4日（初審） 2018年8月27日（重審）                        | 謀殺                   | 王莉 （57歲）                                                  | 兇手發現受害妻子有外遇，僱用私家偵探跟蹤，希望妻子能回心轉意，惟不久後卻與妻子發生爭執，期間把妻子勒死。                                                                                            | 2014年9月12日                 | [ 176 ]         |
| Rurik George Caton Jutting （31歲）             | 2016年11月8日                                                     | 謀殺 阻止屍體合法埋葬  | Sumarti Ningsih （23歲） Seneng Mujiasih （30歲）              | 銀行高層性虐殺印尼女子案 | 2014年10月25日 2014年11月1日  | [ 177 ]         |
| Bui Van Cuong （32歲）                          | 2017年7月11日                                                     | 謀殺                   | 鄭嘉沛 （38歲）                                                | 兇手盜取便利店的薯片吃，被受害便利店店東發現並要求付款及表示報警，兇手馬上離去。一會兒兇手返回便利店復仇，以刀刺向店東心臟致死。                                                                    | 2016年3月14日                 | [ 178 ]         |
| 揭冠國 （42歲）                                 | 2018年1月24日                                                     | 謀殺 搶劫              | 姚捷湶 （71歲）                                                | 受害找換店店東遭兇手尾隨行劫，店東不肯就範而與兇手糾纏，因而被割傷23刀，頸部更遭割出13厘米傷口，造成大量出血和呼吸困難，兇手大肆搜掠後逃去無蹤。近兩小時後始由顧客發現店東倒臥店內血泊中不治。      | 2016年3月14日                 | [ 179 ]         |
| Wahaj Fyaz （32歲）                             | 2018年3月15日                                                     | 謀殺 阻止屍體合法埋葬  | Wiji Astutik Supardi （37歲）                                  | 兇手與受害女友吸毒後發生爭執，女友被掌摑及踢下樓梯並死亡，兇手把屍體藏於床褥套內棄屍街頭。 | 2015年6月7日                  | [ 180 ]         |
| 劉璋輝 （37歲）                                 | 2018年3月16日                                                     | 謀殺                   | 郭惠明 （15歲）                                                | 私影少女被殺案 | 2014年12月8日                 | [ 181 ]         |
| 莫俊賢 （30歲）                                 | 2018年5月11日（初審） 2020年4月22日（重審）                       | 謀殺                   | 陳曼儀 （26歲）                                                | 荃威花園空姐衣櫃藏屍案 | 2013年12月4日                 | [ 182 ] [ 183 ] |
| 李長再 （46歲）                                 | 2018年7月11日                                                     | 謀殺                   | 李麗雅 （46歲）                                                | 兇手在正在前往落馬洲的士上突然殺害受害妻子，妻子送院搶救5日後不治。 | 2016年8月13日                 | [ 184 ]         |
| 關達儀 （68歲）                                 | 2018年7月18日                                                     | 謀殺                   | 鄧艮珠 （47歲）                                                | 兇手每月只給受害妻子2千元家用，又因擔心妻子賺了錢便會離開他而不准妻子工作，妻子遂要求他賣掉在內地的物業要求分款，因而引起爭執，期間兇手用刀刺死妻子。                                               | 2015年10月23日                | [ 185 ]         |
| 許金山 （60歲）                                 | 2018年9月19日（原審） 2025年1月14日（重審）                       | 兩項謀殺               | 黃秀芬 （47歲） 許儷玲 （16歲）                                | 許金山謀殺妻女案 | 2015年5月22日                 | [ 186 ] [ 187 ] |
| 顏永周 （52歲）                                 | 2018年11月8日                                                     | 謀殺 阻止屍體合法埋葬  | 陳秀華 （62歲）                                                | 受害女子遭肢解，屍體未能尋回。 | 2016年5月1日                  | [ 188 ]         |
| 韓勤疇 （68歲）                                 | 2019年6月11日                                                     | 謀殺                   | 黃金帶 （63歲）                                                | 受害村民與兇手因水喉問題發生爭執，村民被用鐵錘襲擊，身體多處骨折死亡。 | 2017年3月17日                 | [ 189 ] [ 190 ] |
| 蕭偉昌 （61歲）                                 | 2019年11月21日                                                    | 謀殺                   | 黃淑珍 （52歲）                                                | 兇手問早已與他不和的受害妻子是否有做飯給他，但妻子卻叫兇手去找情婦吃，兇手認為被誣捏而發生口角，隨後更拿出剪刀威脅妻子，妻子試圖搶奪，期間兇手以剪刀插妻子多下，殺害妻子。                          | 2016年12月30日                | [ 191 ]         |
| 周正賢 （23歲）                                 | 2019年11月28日（初審） 2021年2月9日（重審）                       | 謀殺                   | 郭葦諾 （20歲）                                                | 受害野戰愛好者因為與軍火供應商有分歧，被供應商的3名兇手引誘上五桂山襲擊，以軍刀刺斃愛好者後棄屍山頭。                                                                                               | 2017年5月29日                 | [ 192 ]         |
| 曾祥欣 （30歲）                                 | 2019年12月13日                                                    | 謀殺 阻止屍體合法埋葬  | 張萬里 （28歲）                                                | 荃灣灰窰角街工廈水泥藏屍案 | 2016年3月4日                  | [ 193 ]         |

## 2020年代
| 囚犯                                                  | 判刑日期       | 定罪              | 受害者                                                                   | 案情 | 案發日期       | 參考                    |
| ----------------------------------------------------- | -------------- | ----------------- | ------------------------------------------------------------------------ | --- | -------------- | ----------------------- |
| 鍾振豐 （31歲） 黃俊敏 （33歲）                       | 2020年3月10日  | 謀殺              | 潘嘉恩 （25歲）                                                          | 天瑞邨麥當勞圍毆命案 | 2008年10月2日  | [ 194 ]                 |
| Limbu Machindra （34歲）                              | 2020年9月30日  | 謀殺              | Limbu Prem Raj （49歲）                                                  | 兇手因工傷而失業，找受害父親吃飯時喝醉酒，期間向父親索錢不遂，便以菜刀斬向父親，傷及父親的頭及大腿內側大動脈而不治。 | 2018年4月8日   | [ 195 ]                 |
| ARIF Aqib （24歲）                                    | 2020年12月17日 | 謀殺 有意圖傷人   | WAQAR Hamed （25歲） SINGH Jaskarn Brar （受傷） MOHAMMAD Yasin （受傷） | 一幫南亞人被仇殺，被另一幫南亞人以牛肉刀襲擊，釀成一死兩傷。 | 2017年11月13日 | [ 196 ]                 |
| 陳海平 （29歲） 黃曉彤 （30歲）                       | 2021年4月20日  | 謀殺 殘酷對待兒童 | 陳瑞臨 （5歲） 陳瑞逸 （受傷）                                           | 2018年屯門五歲女童被虐殺案 | 2018年1月6日   | [ 197 ]                 |
| 吳欣鍵 （25歲）                                       | 2021年4月29日  | 謀殺              | 李倩姮 （20歲）                                                          | 柴灣118號城巴謀殺案 | 2017年9月16日  | [ 198 ]                 |
| 詹心桀 （47歲）                                       | 2021年7月15日  | 謀殺 有意圖而射擊 | 詹少芬 （80歲） 詹鎮基 （62歲） 詹前駒 （受傷） 詹小慧 （受傷）          | 鰂魚涌公園槍擊案 | 2018年6月26日  | [ 199 ]                 |
| OUSAINOU Touray （39歲）                              | 2021年9月8日   | 謀殺              | CUYACOT Adele Melano （40歲）                                            | 兇手與受害女友發生肢體衝突，期間殺害女友。 | 2019年4月10日  | [ 200 ]                 |
| （67歲）                                              | 2022年7月26日  | 謀殺              | 王鳳桂 （55歲）                                                          | 兇手為買菜瑣事斬死妻子。 | 2019年11月14日 | [ 201 ]                 |
| 盧禮秋 （67歲）                                       | 2022年10月27日 | 謀殺              | 周仕清 （54歲）                                                          | 兇手因「爭女」問題與朋友爭執並將對方斬死。 | 2019年10月18日 | [ 202 ]                 |
| 羅偉文 （50歲）                                       | 2022年10月28日 | 謀殺              | 劉莉芝 （34歲）                                                          | 兇手毒打女友致死，並藏屍床底。 | 2019年3月17日  | [ 203 ]                 |
| Islam Javed Iqbal （30歲）                            | 2023年2月6日   | 謀殺 盜竊         | 鄧忠強 （61歲）                                                          | 店主追捕偷啤酒的兇手時被推跌，更被踢傷頭部及胸部，店主因後腦着地大量出血昏迷，送院搶救不治。 | 2019年12月28日 | [ 204 ] [ 205 ] [ 206 ] |
| MUNIR MUHAMMAD （23歲）                               | 2023年7月5日   | 謀殺              | AZAM Ahsan （22歲）                                                      | 兇手與受害同鄉疑因使用洗衣機而爭執，被兇手以刀割喉放血。 | 2020年8月30日  | [ 207 ]                 |
| 梁國忠 （54歲）                                       | 2023年11月15日 | 謀殺              | 李泰龍（41歲）                                                           | 香格里拉酒店黑幫仇殺案 | 2009年8月4日   | [ 208 ]                 |
| 張文港 （34歲）                                       | 2024年1月24日  | 謀殺 襲擊         | 李詠豪 （34歲） 劉寶榮 （受傷）                                          | 兇手在港鐵將軍澳站一店鋪揮刀襲擊前同事致一死一傷。 | 2020年9月1日   | [ 209 ]                 |
| 張子材 （54歲）                                       | 2024年10月18日 | 謀殺 非禮         | 吳恩宇 （21歲）                                                          | 兇手自稱道士，在女徒弟協助下藉驅邪多次襲擊及性侵女徒弟的輕度智障女兒致死。 | 2019年9月2日   | [ 210 ]                 |
| 黃信霖 （34歲）                                       | 2025年2月21日  | 謀殺 入屋犯法     | 陳春泰 （65歲）                                                          | 兇手為清還高利貸而爆竊酒家。在防盜警報響起後告知受害保安有人爆竊，兇手隨保安上樓期間從後施襲。為免被認出，便把從後樓梯取來的食肆枱布綁保安手腳，又用尼龍袋蓋其頭部、紙皮蓋其身體。事後，兇手再潛入酒家爆竊。              | 2019年12月11日 | [ 211 ]                 |
| 劉佳坪 （42歲）                                       | 2025年3月26日  | 謀殺 虐兒         | 梁雅思 （3歲）                                                           | 兇手出獄後虐待其女兒，如不停用力搖晃受害女兒等，令其患「搖晃嬰兒綜合症」。受害女兒在家昏迷，送院11日後死亡。 | 2020年7月29日  | [ 212 ]                 |
| Bernie Macatangay Valencia （45歲）                   | 2025年4月16日  | 謀殺              | Quiabang Ivy Villaluz （37歲）                                           | 菲律賓籍兇手與其受害女友出席聖誕派對回家後口角，兇手毆打女友並拳擊她的頭部，令她身體多處瘀傷。女友身體之後出現異常情況。兇手至翌日晚上才叫鄰居查看其女友情況而揭發報警。其女友留院10天後因腦出血終告不治。                | 2022年1月2日   | [ 213 ]                 |
| 鍾士康 （68歲）                                       | 2025年5月16日  | 謀殺              | 鍾仕安 （68歲）                                                          | 兇手疑因瑣事爭執而以利刀將其二哥割喉放血，在被家傭揭發後自行報警。事主被送院搶救，但最終不治，而兇手亦隨即被捕。而按照鄰近村民的說法，兇手長年依賴家人接濟，且不時與兄長因小事而爭吵，或為此案遠因。                      | 2022年2月6日   | [ 214 ]                 |
| Hossain Md. Imran （32歲） Akter Mrs Farzana （29歲） | 2025年6月11日  | 謀殺 虐兒         | Hossain Iyman （53日）                                                   | 2019年8月25日接獲醫院職員報案，指一名48日大的死者昏迷，臉部有瘀傷，大腿骨折。兩位兇手同日涉嫌看管兒童的人虐待或忽略兒童被捕。死者於同年8月30日於瑪嘉烈醫院被證實死亡。2023年5月，兇手二人正式被警方落案控告謀殺及虐兒罪。 | 2019年8月30日  | [ 217 ]                 |

## 註解
1. ↑  1877年堅尼地卸任港督前頒發香港首宗特赦囚犯令將4人釋放。
2. ↑  4人經審訊後判處死刑，但陪審員請求予以輕判，遂改判終身監禁。
3. ↑  港府在1970年代初分批特赦因參與六七暴動而入獄的罪犯，包括假釋、縮短刑期或赦免死刑，因參與槍擊或炸彈恐怖襲擊被判超過十年刑期的嚴重罪犯也得到特赦，惟特赦並非推翻原本的判決及判刑，定罪持續有效。
4. 1 2 3 4 5 6 7 8 9 10 11 12 13 14  已知已於獄中去世。
5. 1 2 3 4 5  雖然此人已獲釋，但由於是表現良好通過長期監禁委員會的覆核而假釋，並沒有脫罪或是被訂下確實服刑年期，因此仍視終身監禁作為其刑期。
6. ↑  音譯
7. 1 2 3  按照《侵害人身罪條例》第2條，如法庭覺得被裁定犯謀殺罪的人在犯罪時不足18歲，則法庭具有酌情決定權對該人判處終身監禁或較短刑期的監禁。